# Bouzillé
Bouzillé ([buziˈje] ⓘ) ist eine Ortschaft und ehemalige französische Gemeinde mit 1613 Einwohnern (Stand: 1. Januar 2022) im Département Maine-et-Loire in der Region Pays de la Loire. Sie gehörte zum Arrondissement Cholet. Die Einwohner werden Buzilliacéens und Buzilliacéennes genannt.
Der Erlass der Präfektin vom 23. November 2015 legte mit Wirkung zum 15. Dezember 2015 die Eingliederung von Bouzillé als Commune déléguée zusammen mit den früheren Gemeinden Champtoceaux, Drain, Landemont, La Varenne, Liré, Saint-Christophe-la-Couperie, Saint-Laurent-des-Autels, und Saint-Sauveur-de-Landemont zur Commune nouvelle Orée d’Anjou fest.

## Geografie

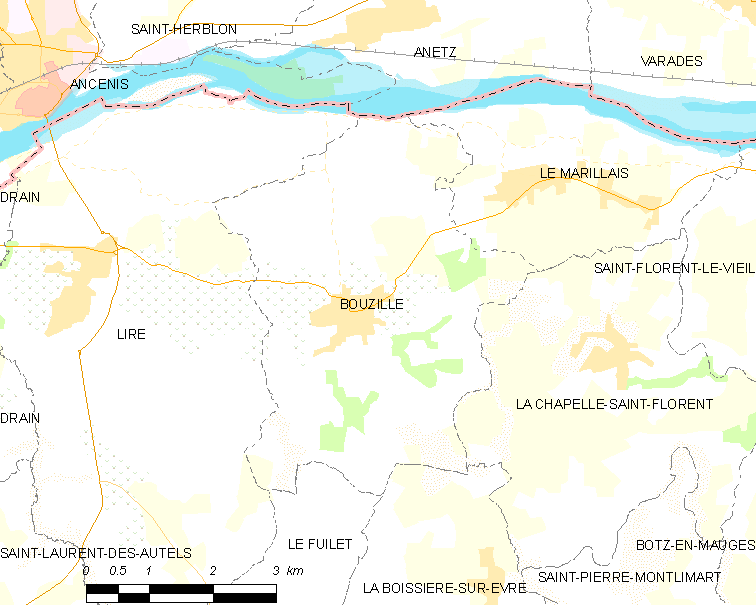
Karte von Bouzillé

Bouzillé liegt etwa 45 Kilometer westsüdwestlich von Angers, etwa 36 Kilometer nordnordwestlich von Cholet und etwa 36 Kilometer nordöstlich von Nantes an der Grenze zum benachbarten Département Loire-Atlantique. Der Ort befindet sich in der Région naturelle der Mauges, Teil der historischen Provinz des Anjou.
Bouzillé befindet sich an den südöstlichen Ausläufern des Armorikanischen Massivs mit seinem Ortszentrum auf einer leichten Anhöhe etwa drei Kilometer südlich des linken Ufers der Loire. Der Ort wird außerdem entwässert vom Ruisseau de la Haie d’Alot und von kleineren Fließgewässern.
Das Bodenrelief zeigt eine hügelige Landschaft auf einer Hochebene, die im Norden durch das Loire-Tal auf etwa 7 m Höhe begrenzt wird. Die höchste Erhebung beträgt 102 m im äußersten Südosten, das Ortszentrum liegt auf etwa 79 m.
Umgeben wird Bouzillé von drei Nachbargemeinden und einer Commune déléguée von Orée d’Anjou:
|                     | Vair-sur-Loire (Loire-Atlantique)           |                  |
| Liré (Orée d’Anjou) | Kompassrose, die auf Nachbargemeinden zeigt | Mauges-sur-Loire |
|                     | Montrevault-sur-Èvre                        |                  |

## Geschichte
Bouzillé wurde 1048 in der Form Buzilli erwähnt. Auf dem Ortsgebiet sind acht Äxte aus poliertem Stein gefunden worden, davon sieben aus Jade. Die Römerstraße von Liré nach Le Marillais durchquerte das heutige Bouzillé.
Der Zeitpunkt der Gründung der Pfarrgemeinde bleibt unbekannt. Im 12. Jahrhundert war sie zumindest vollständig entstanden und bildete Teil des Exemtionsgebiet der Abtei von Saint-Florent-le-Vieil, was durch mehrere päpstliche Bullen bestätigt wurde. Der Seigneur der Pfarrgemeinde war der Abt der Abtei, dem die Seigneurs der Lehen von Bouzillé huldigten. Unter ihnen gab es im Laufe der Jahrhunderte mehr als ein Disput über die feudalen Rechte.

## Bevölkerungsentwicklung
| Bouzillé: Einwohnerzahlen von 1793 bis 2020                                                                                | Bouzillé: Einwohnerzahlen von 1793 bis 2020 | Bouzillé: Einwohnerzahlen von 1793 bis 2020 | Bouzillé: Einwohnerzahlen von 1793 bis 2020 | Bouzillé: Einwohnerzahlen von 1793 bis 2020 |
| --- | ------------------------------------------- | ------------------------------------------- | ------------------------------------------- | ------------------------------------------- |
| Jahr |                                             |                                             |                                             | Einwohner                                   |
| 1793 | 1793                                        |                                             | 1.409                                       | 1.409                                       |
| 1800 | 1800                                        |                                             | 1.104                                       | 1.104                                       |
| 1806 | 1806                                        |                                             | 1.119                                       | 1.119                                       |
| 1821 | 1821                                        |                                             | 1.666                                       | 1.666                                       |
| 1831 | 1831                                        |                                             | 1.676                                       | 1.676                                       |
| 1836 | 1836                                        |                                             | 1.661                                       | 1.661                                       |
| 1841 | 1841                                        |                                             | 1.623                                       | 1.623                                       |
| 1846 | 1846                                        |                                             | 1.704                                       | 1.704                                       |
| 1851 | 1851                                        |                                             | 1.744                                       | 1.744                                       |
| 1856 | 1856                                        |                                             | 1.711                                       | 1.711                                       |
| 1861 | 1861                                        |                                             | 1.681                                       | 1.681                                       |
| 1866 | 1866                                        |                                             | 1.654                                       | 1.654                                       |
| 1872 | 1872                                        |                                             | 1.605                                       | 1.605                                       |
| 1876 | 1876                                        |                                             | 1.596                                       | 1.596                                       |
| 1881 | 1881                                        |                                             | 1.603                                       | 1.603                                       |
| 1886 | 1886                                        |                                             | 1.595                                       | 1.595                                       |
| 1891 | 1891                                        |                                             | 1.534                                       | 1.534                                       |
| 1896 | 1896                                        |                                             | 1.462                                       | 1.462                                       |
| 1901 | 1901                                        |                                             | 1.409                                       | 1.409                                       |
| 1906 | 1906                                        |                                             | 1.377                                       | 1.377                                       |
| 1911 | 1911                                        |                                             | 1.312                                       | 1.312                                       |
| 1921 | 1921                                        |                                             | 1.167                                       | 1.167                                       |
| 1926 | 1926                                        |                                             | 1.123                                       | 1.123                                       |
| 1931 | 1931                                        |                                             | 1.070                                       | 1.070                                       |
| 1936 | 1936                                        |                                             | 1.063                                       | 1.063                                       |
| 1946 | 1946                                        |                                             | 1.039                                       | 1.039                                       |
| 1954 | 1954                                        |                                             | 980                                         | 980                                         |
| 1962 | 1962                                        |                                             | 1.085                                       | 1.085                                       |
| 1968 | 1968                                        |                                             | 1.167                                       | 1.167                                       |
| 1975 | 1975                                        |                                             | 1.230                                       | 1.230                                       |
| 1982 | 1982                                        |                                             | 1.272                                       | 1.272                                       |
| 1990 | 1990                                        |                                             | 1.305                                       | 1.305                                       |
| 1999 | 1999                                        |                                             | 1.275                                       | 1.275                                       |
| 2006 | 2006                                        |                                             | 1.423                                       | 1.423                                       |
| 2013 | 2013                                        |                                             | 1.508                                       | 1.508                                       |
| 2020 | 2020                                        |                                             | 1.502                                       | 1.502                                       |
| Quelle(n): EHESS/Cassini bis 1999, INSEE ab 2006 Anmerkung(en): Ab 1962 offizielle Zahlen ohne Einwohner mit Zweitwohnsitz |                                             |                                             |                                             |                                             |

## Sehenswürdigkeiten
- Kirche Saint-Pierre
- Kapelle Sainte-Sophie
- Schloss La Bourgonnière, befestigtes Herrenhaus aus dem 14. Jahrhundert, Überbleibsel eines Wohnhauses aus dem 16. Jahrhundert. Renaissancekapelle Le Christ-Habillé aus dem 16. Jahrhundert, seit 1924 als Monument historique klassifiziert, 1963, 1995 und 2008 weitere Teile des Schlosses eingeschrieben
- Schloss La Mauvoisinière aus der zweiten Hälfte des 17. Jahrhunderts, seit 1988 als Monument historique klassifiziert, seit 2005 in weiteren Teilen eingeschrieben

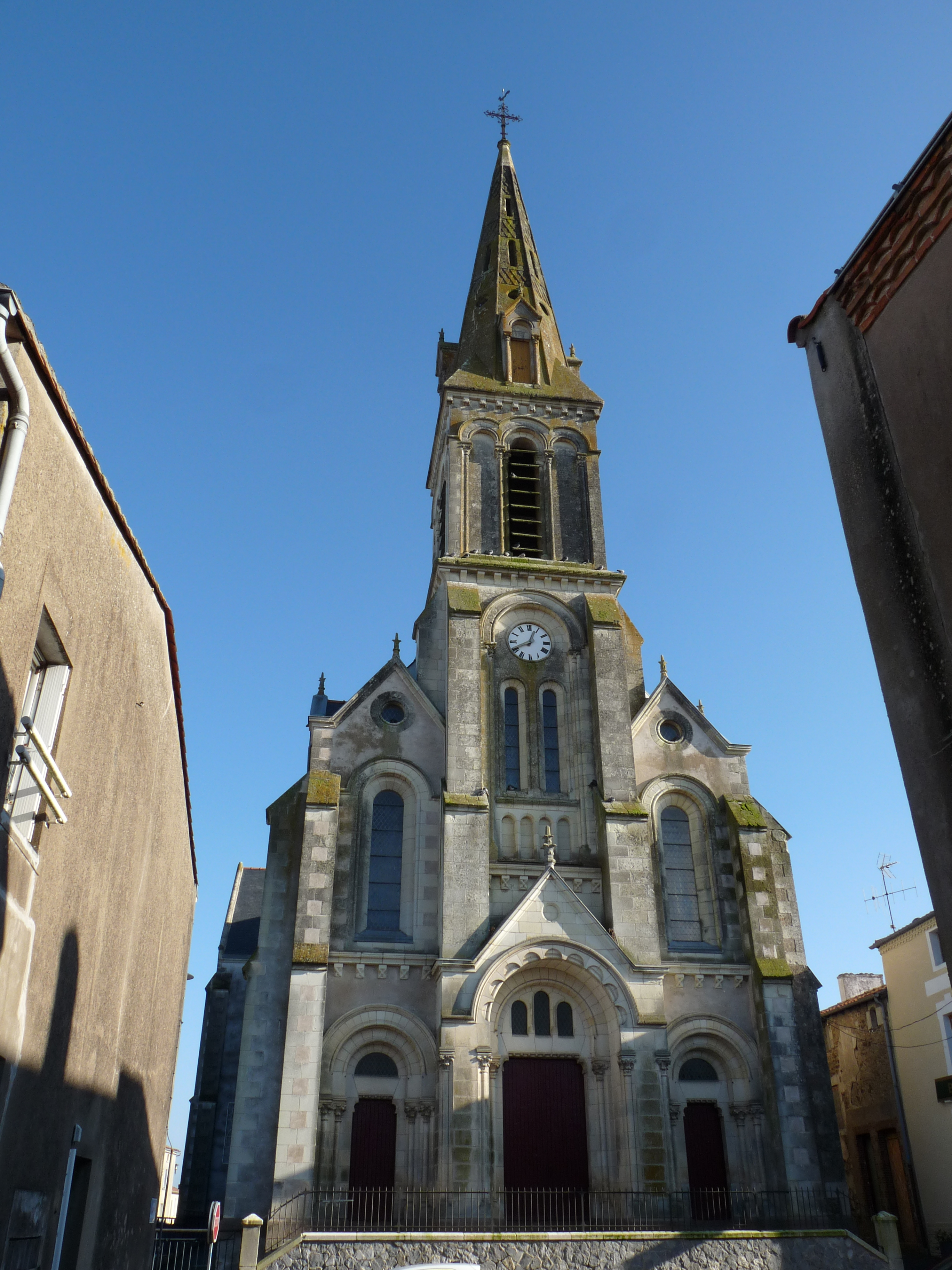
Kirche Saint-Pierre
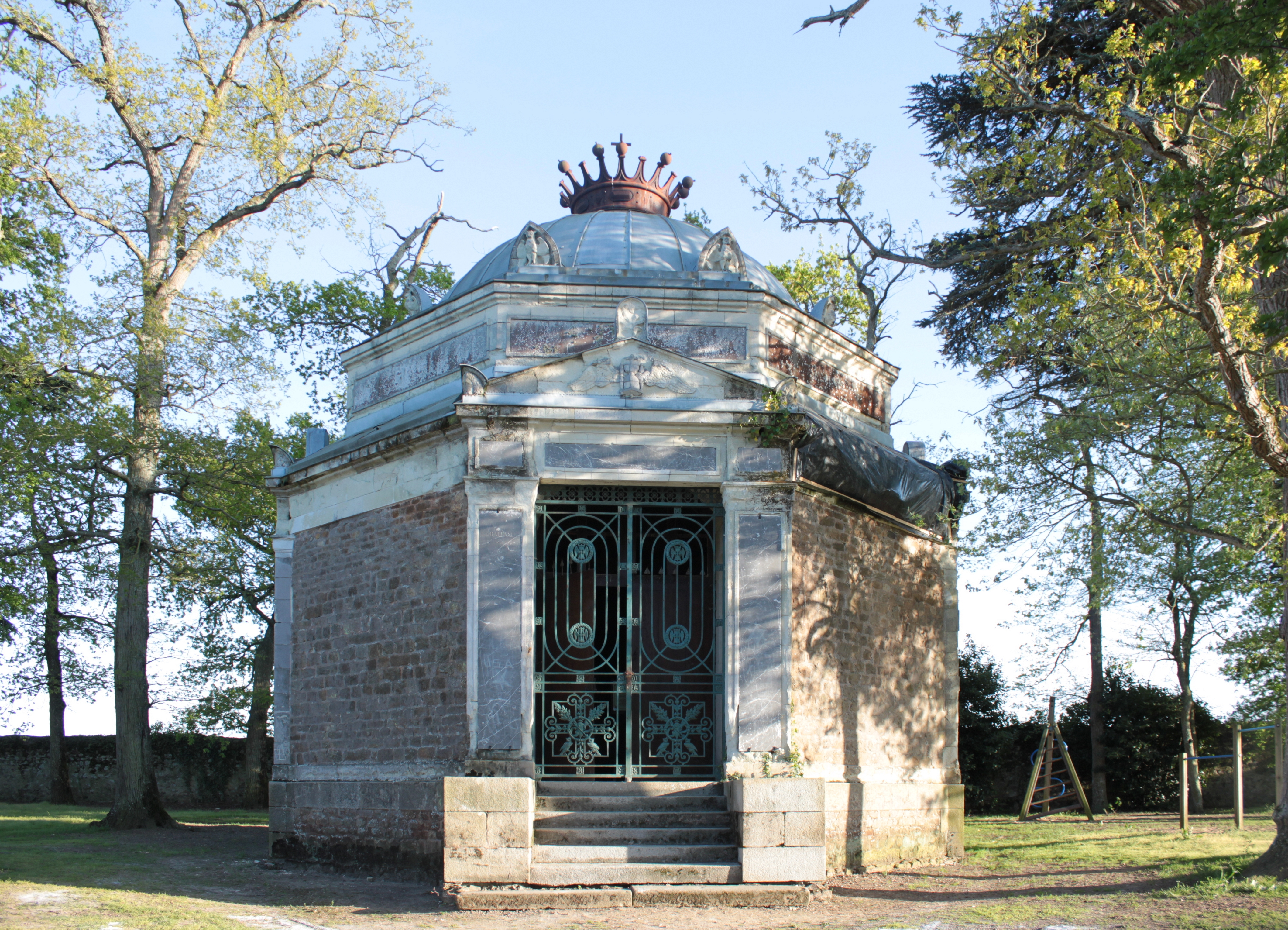
Kapelle Sainte-Sophie
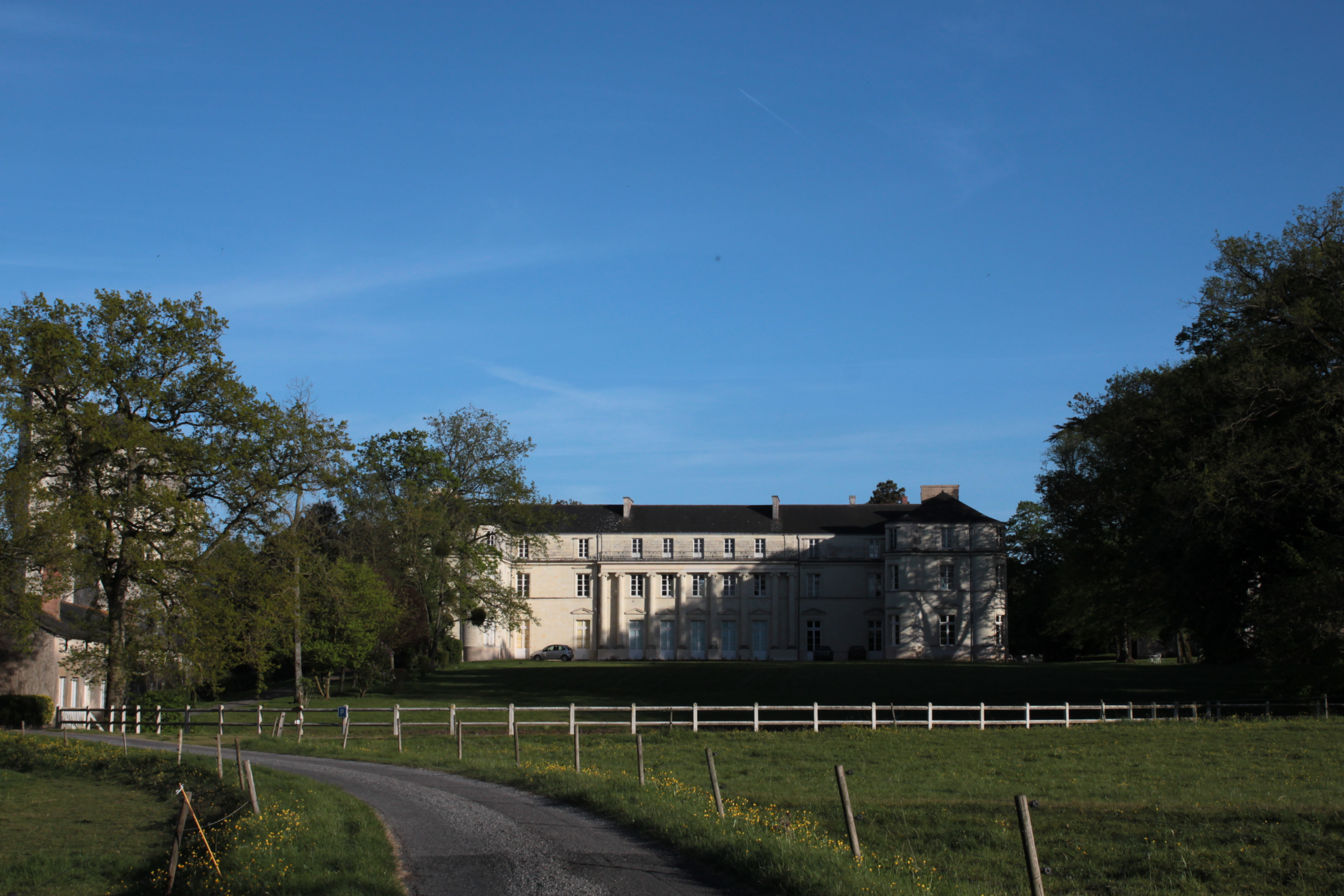
Schloss La Bourgonnière
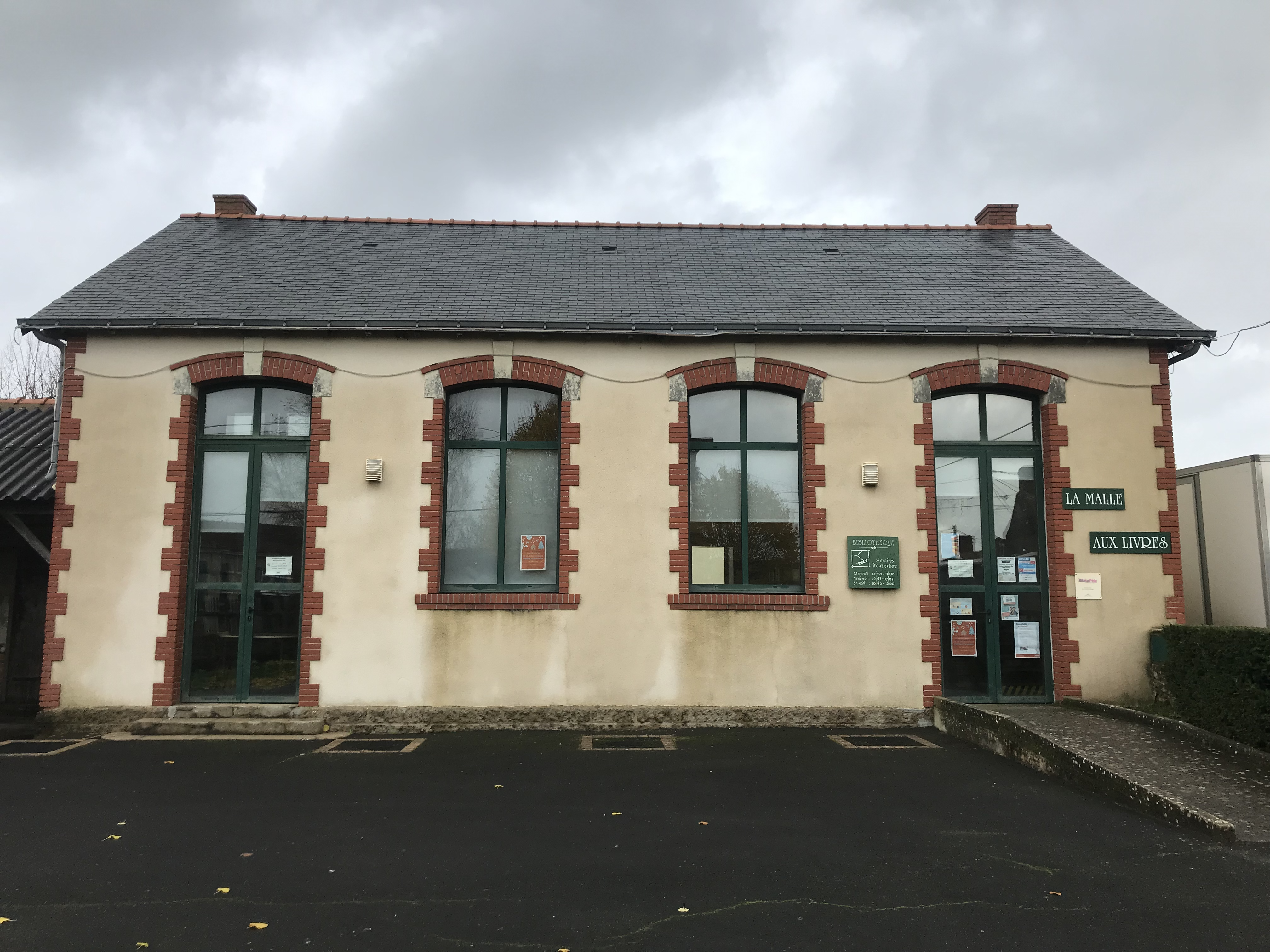
Bibliothek

## Persönlichkeiten
- Paul Poupard (* 1930), Kardinal, geboren in Bouzillé